# سامر جوادزاده

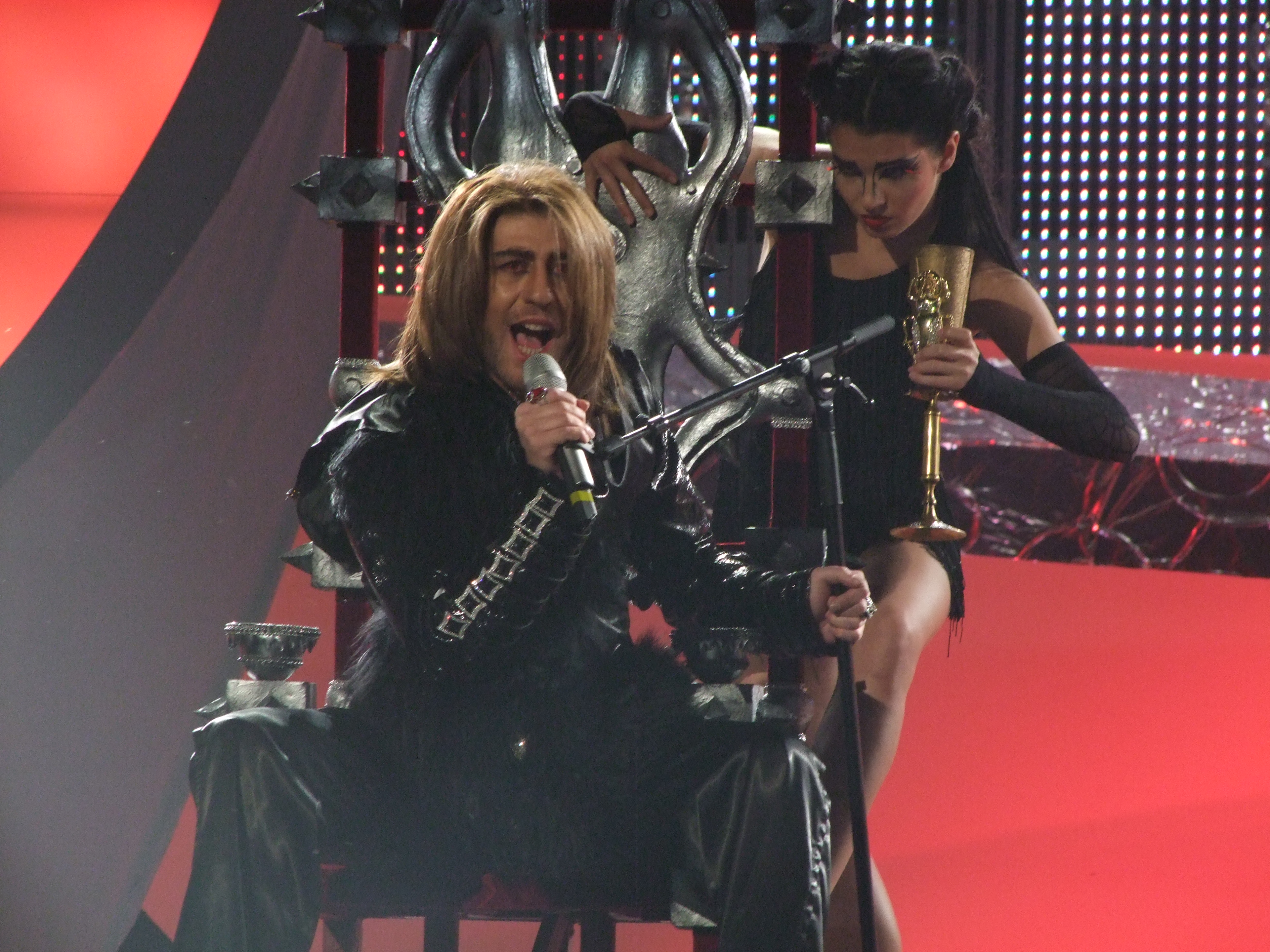
سمیر جوادزاده به همراه رقصنده زن در مسابقات یوروویژن ۲۰۰۸ میلادی، بلگراد.

سامر جوادزاده (به ترکی آذربایجانی: Samir Cavadzadə) متولد ۱۶ آوریل ۱۹۸۰ میلادی در باکو، جمهوری آذربایجان است. سمیر که خواننده پاپ است.
او به همراه النور حسین اف نماینده جمهوری آذربایجان در مسابقه آواز یوروویژن ۲۰۰۸ بود.